# 凱倫·狄安森
凱倫·陶德·狄安森（1992年5月7日—）為菲律賓裔美國男子籃球運動員，場上位置為小前鋒。

## 早年
狄安森的父親是菲律賓人，母親則為美國人，狄安森在12歲或13歲之前的大部分時間都在打曲棍球，但由於在加利福尼亚州打曲棍球所費不貲所以改打籃球，2010年高中畢業後狄安森就讀當地D3級別學校拉文大學，接著轉學到柑橘學院，之後到犹他谷大学當了一年紅衫軍（redshirt），最終在拜歐拉大學找到歸屬，大學最後一年場均表現為13.2分、 6.2籃板。

## 職業生涯
狄安森的職業生涯從東南亞職業籃球聯賽忠信功夫開始，賽季最終忠信功夫在四強不敵莫諾吸血鬼，狄安森菜鳥球季場均可挹注11.7分、8.2籃板、3.4助攻、0.4抄截。2018年7月4日，狄安森轉戰ABL菲律賓火焰。2019年10月14日，狄安森宣佈高掛球鞋，場均可為菲律賓火焰貢獻6.9分、4.4籃板、2.3助攻，ABL兩年生涯留下場均9.2分、6.3籃板、2.8助攻的表現。2021年10月15日，T1聯盟桃園雲豹宣布簽下亞洲外籍球員狄安森。狄安森總計替桃園雲豹出賽19場，場均繳出13.5分、9.1籃板。
2024年7月14日，狄安森在PBA選秀第一輪第七順位獲得伊拉斯圖雨晴青睞。7月28日，狄安森與伊拉斯圖雨晴簽下三年合約。

## 外部連結
- 官方网站
- 凱倫·狄安森的Instagram帳戶
- 凱倫·狄安森在fiba.basketball（英语）
- 凱倫·狄安森在Eurobasket.com（球員）（英语）
- 凱倫·狄安森在RealGM（英语）
- 凱倫·狄安森在Proballers（英语）
- 凱倫·狄安森在Flashscore（英语）